# Arakamtsjetsjen

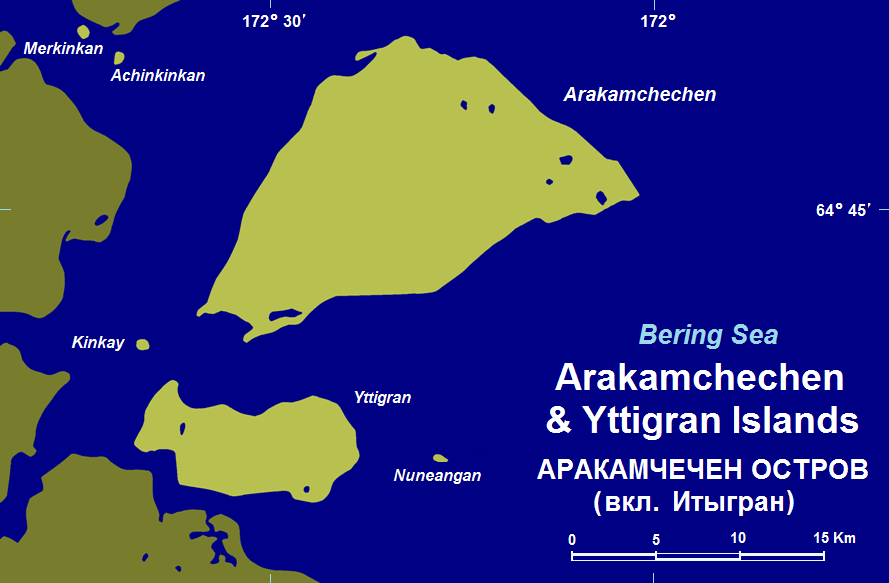
Arakamtsjetsjen (boven) en Itygran

Arakamtsjetsjen (Russisch: Аракамчечен) is een min of meer driehoekig Russisch eiland voor de oostkust van het Tsjoektsjenschiereiland in de Beringzee. Het vormt onderdeel van het district Providenski van de autonome okroeg Tsjoekotka.

## Geografie
Arakamtsjetsjen ligt op ongeveer 40 kilometer ten noorden van Kaap Tsjaplino en 8 kilometer uit de kust van het vasteland, waarvan het wordt gescheiden door de Straat Senjavin. Het eiland meet 32 bij 21 kilometer en heeft een oppervlakte van 267,8 km². Het binnenland is erg bergachtig met als belangrijkste bergrug het Nikolkagebergte aan westzijde, die oploopt tot 613 meter (berg Atos). Aan zuidwestzijde ligt een meer aan de kust. Het oostelijk deel van het eiland is deels moerassig en telt een aantal meertjes en riviertjes. Enkele kapen rond het eiland zijn Pygyljan (ZW; einde van een landtong), Myergyn (ZW), Oleni (Z), Kygynin (ZO; locatie van een vuurtoren) en Koegoevan (N).
Het eiland wordt door de Straat Jyergyn (Йыэргын) gescheiden van het ongeveer 4 kilometer zuidwestelijker gelegen eiland Itygran. Ten zuidwesten van het eiland ligt het kleine eilandje Kynkaj (Кынкай) en ongeveer 10 kilometer ten noorden van het eiland ligt het dorp Janrakynnot, waarvan de Tsjoektsjische rendierhouders hun dieren vaak op het eiland laten grazen omdat er veel rendiermos groeit en er geen roofdieren (zoals wolven) komen.
Op de kust aan de kant van de Beringzee bevinden zich veel walruskolonies, waar in de maanden augustus en september zich tot 50.000 dieren kunnen ophouden. Het eiland is populair bij ecotoeristen om haar wild.

## Geschiedenis
De eerste die het eiland in kaart bracht was de Anadyrskse kozak Nikolaj Daoerkin in de 18e eeuw. Het eiland werd beschreven door Fjodor Litke in 1828, die de hoogste berg Atos vernoemde naar de Griekse berg Athos waar de Russische admiraal Senjavin in 1807 een overwinning behaalde op de Ottomanen tijdens de Slag bij Athos. De Amerikaanse officier John Rodgers maakte tijdens de North Pacific Exploring and Surveying Expedition in 1855 er echter wat anders van, namelijk een musketier. Hij gaf vier toppen op het eiland de namen Artagnan, Avamis, Afos en Portos (D'Artagnan, Aramis, Athos en Porthos); de namen van de vier musketiers van Dumas. De meest zuidwestelijke berg vernoemde hij Rodgers naar zichzelf. In 1875 werd bij deze berg echter een matroos van de klipper Jegor Poerin begraven die was omgekomen tijdens een storm, waarop de berg ook de naam gora Poerina ("berg Poerin") kreeg. Veel van deze namen op het eiland zijn in de 20e eeuw echter vervangen door Tsjoektsjische namen.